# Huanusco
Huanusco là một đô thị thuộc bang Zacatecas, México. Năm 2005, dân số của đô thị này là 4239 người.